# Warzone (Of Mice & Men)
Warzone è un singolo del gruppo musicale statunitense Of Mice & Men, il primo estratto dal loro quinto album Defy, pubblicato il 10 novembre 2017.

## Video musicale
Il video ufficiale del brano, pubblicato insieme al singolo, è stato diretto da Michael Colasardo e Luke DeLong.

## Tracce
1. Warzone – 3:13

## Formazione
- Aaron Pauley – voce, basso
- Phil Manansala – chitarra solista
- Alan Ashby – chitarra ritmica
- Valentino Arteaga – batteria, percussioni